# Henri Leblond
Cet article concerne le chansonnier français du Nord. Pour les autres sens du terme, voir wikt:biloute.
 (mai 2010).
Si vous disposez d'ouvrages ou d'articles de référence ou si vous connaissez des sites web de qualité traitant du thème abordé ici, merci de compléter l'article en donnant les références utiles à sa vérifiabilité et en les liant à la section « Notes et références ».
Henri Leblond, plus connu sous le nom de Biloute, était un chansonnier d'expression picarde du Nord.

## Quelques titres
Les fables de La Fontaine, adaptées en patois du Nord.
- Cheull cigale et Cheull fourmi
- Ch'corbeau et ch'renard
- Ch'loup et cht'agneau
- L'lief et l'tortue

...

## Disques
- Fables En Ch'timi - Biloute - 33 Tours ,  1 disque vinyle

L'S'ANIMAUX MALATES DE LA PESTE, L'LAITIERE ET SIN POT AU LAIT ,  L'LIEF ET L'TORTUE  , L'LOUP DEV'NU BERGER ,
CHEULL' CIGAL ET CHEULL' FOURMI ,  L'LION ET L'MOUQUE  ,  CH'CORBEAU ET CH'RENARD, CH'LOUP ET CH'T'AGNEAU  , L'PETIT CAPIAU ROUCHE.
- Les Contes De Biloute Racontés En Chtimi, Biloute B. , 33 Tours, éditeur : Deesse  , 1 disque vinyle

- Le Hit Des Ch'tis Vol 3 - Tit Louis, Biloute, ... , éditeur : Smm ,  Label : Sony Music , 1 CD (2001)

dans ce CD, il y a quatre fables traduites par Biloute.